# Psychoda gehrkeae
Psychoda gehrkeae és una espècie d'insecte dípter pertanyent a la família dels psicòdids que es troba a les Índies Occidentals: l'illa de Trinitat.